# Isn't It Romantic (film)
Pour les articles homonymes, voir Isn't It Romantic.
Pour plus de détails, voir Fiche technique et Distribution.
Isn't It Romantic, ou N'est-ce pas romantique au Québec, est une comédie romantique américaine réalisée par Todd Strauss-Schulson et sortie en 2019 aux États-Unis.
Produit par New Line Cinema, une filiale de Warner Bros., le film est distribué au cinéma par le studio aux États-Unis et au Canada. Dans le reste du monde, il est diffusé sur Netflix sous le label film original, à la suite d'un accord entre le studio et le service.

## Synopsis
Au début des années 1990, la jeune Natalie regarde la comédie romantique Pretty Woman, lorsque sa mère détruit ses rêves et ses espoirs en lui disant que dans la vraie vie, les femmes comme elles ne vivent pas une fin heureuse. Vingt-cinq ans plus tard, Natalie travaille comme architecte à New York. Elle a peu de confiance en soi et est maltraitée par ses collègues ainsi que par Blake, un nouveau client beau et millionaire, qui la prend pour une assistante pendant une réunion importante. Josh, le meilleur ami de Natalie, invite cette dernière à une soirée dans un bar karaoké, ce qu'elle refuse catégoriquement, et punit son amie et assistante Whitney, qui regarde des comédies romantiques pendant les heures de travail, en parlant avec cynisme des clichés de ce genre de films.
En rentrant du travail, Natalie est accostée par un agresseur dans le métro. Après une rixe dont elle ressort gagnante, elle se cogne contre un poteau et tombe inconsciente. Quand elle se réveille, elle est à l'hôpital et est accueillie par un docteur très attirant, qui commence à flirter avec elle. Énervée et confuse, Natalie sort de l'hôpital et remarque que la ville est plus belle et sent meilleur que d'habitude. En traversant la route, elle rate de peu de se prendre une limousine, de laquelle sort une version gentille de Blake, qui parle maintenant avec un accent australien. Blake la ramène chez elle et écrit son numéro de téléphone sur des pétales de fleurs avant de les jeter dans son chapeau.
Toujours confuse, Natalie rentre dans son appartement, qui est devenu beaucoup plus grand et beau. Son chien, auparavant mal éduqué, est maintenant toiletté et obéissant, son dressing est rangé et a une collection impressionnante de chaussures, et Donny, son voisin grincheux, est maintenant flamboyant, étant apparemment devenu le stéréotype du meilleur ami gay. Au travail, tout le monde est gentil avec elle, sauf son ancienne assistante, Whitney, qui est maintenant sa rivale. Déconcertée par tout ce qui arrive, elle va se balader au parc avec Josh, où ce dernier sauve une femme en train de s'étouffer, qui se révèle n'être autre qu'une mannequin de maillots de bain et "ambassadrice de yoga" nommée Isabella. Il y a comme une étincelle entre les deux personnages, qui s'en vont boire un verre, laissant Natalie seule. En continuant à marcher, Natalie remarque de plus en plus de phénomènes étranges, comme des bruits d'ambiance chaque fois qu'elle essaie de jurer, pour se rendre finalement compte qu'elle se trouve dans une comédie romantique interdite aux moins de 13 ans.
Natalie se pose alors pour chercher comment annuler tout cela, pensant que pour retourner à son ancienne vie, elle doit recréer les circonstances qui ont fait qu'elle s'est évanoui. Elle trouve l'agresseur dans le métro, mais il s'enfuit en la voyant. Elle essaie alors de sauter sur les rails alors qu'un métro arrive sur la voie lorsqu'elle est sauvée de peu par l'Officier Beau Gosse. Quand elle lui demande avec ironie s'il lui a sauvé la vie, il répond qu'elle est arrêtée pour avoir fraudé le tourniquet. Au commissariat, les policiers n'autorisent pas Natalie à utiliser son téléphone pour faire son unique appel, et comme elle ne connaît aucun des numéros de ses amis et de ses collègues, elle jette les pétales de fleurs dans l'air, qui recréent le numéro de Blake dans le bon ordre. Elle l'appelle alors, il répond et l'invite à dîner, ce qu'elle accepte.
Après un relooking de Donny, Natalie va avec Blake sur son yacht pour leur rendez-vous, qui se finit par un baiser romantique sous la pluie au milieu de la rue. Au grand désespoir de Natalie, ils ne peuvent pas coucher ensemble à cause de l'interdiction aux moins de 13 ans, et Natalie est de plus en plus désespérée quand Blake lui dit qu'il l'aime. Après une rencontre gênante entre Josh et Blake dans l'appartement de Natalie, Blake et cette dernière rencontrent Josh et Isabella, et sont invités à une fête organisée par Isabella dans sa maison aux Hamptons. À la fête, Natalie réalise qu'elle aime Josh juste avant que ce dernier annonce ses fiançailles avec Isabella.
Après une soirée au bar karaoké, durant laquelle Natalie chante et essaie de distraire Josh d'Isabella, Natalie se réveille et découvre que Blake essaie de faire passer les idées de Natalie pour les siennes à son père, qu'il a au téléphone. Natalie rompt avec lui et court pour arrêter le mariage de Josh. Après avoir donné un discours dramatique à la chapelle, elle réalise que ce dont elle avait besoin tout ce temps n'était pas l'amour de son âme sœur, mais plutôt qu'elle devait s'aimer elle-même. Elle quitte la cérémonie avec la voiture des jeunes mariés, garée à l'extérieur. Alors qu'elle s'apprête à démarrer une nouvelle vie, elle se prend un obstacle et tombe inconsciente.
Natalie se réveille à nouveau dans un hôpital et un docteur austère lui dit qu'elle a été dans le coma pendant 18 heures. Elle découvre avec joie qu'elle est de nouveau dans la réalité. Avec une toute nouvelle confiance en elle, Natalie retourne travailler et montre son projet à Blake, qui est intéressé par son discours. Natalie s'excuse auprès de Josh, qui révèle qu'il a toujours été amoureux de Natalie, et les deux s'embrassent. Le film se termine sur un numéro de danse dans les rues de New York où Natalie chante une chanson sur l'amour.

## Fiche technique
Sauf indication contraire, les informations mentionnées dans cette section peuvent être confirmées par la base de données cinématographiques IMDb,  présente dans la section « Liens externes ».
- Titre original : Isn't It Romantic
- Titre québécois : N'est-ce pas romantique
- Réalisation : Todd Strauss-Schulson
- Scénario : Erin Cardillo, Dana Fox et Katie Silberman, d'après une histoire d'Erin Cardillo
- Musique : John Debney
- Direction artistique : Doug Huszti
- Décors : Sharon Seymour
- Costumes : Leah Katznelson
- Photographie : Simon Duggan
- Montage : Andrew Marcus
- Production : Todd Garner, Gina Matthews, Grant Scharbo et Rebel Wilson
- Production déléguée : Jason Cloth, Marty P. Ewing et Aaron L. Gilbert
- Sociétés de production : New Line Cinema, Bron Studios, Camp Sugar, Little Engine et Broken Road Productions
- Société de distribution : Warner Bros. (cinéma, États-Unis et Canada) / Netflix (première diffusion, hors États-Unis et Canada)
- Budget : 31 millions de dollars
- Pays d'origine :  États-Unis
- Langues originales : anglais
- Format : couleur - 2.39:1 - son Dolby Atmos
- Genre : comédie romantique, film musical
- Durée : 89 minutes
- Dates de sortie :
  - États-Unis / Canada : 13 février 2019 (au cinéma)
  - Reste du monde : 28 février 2019 (sur Netflix)

## Distribution
- Rebel Wilson (VF : Edwige Lemoine) : Natalie
- Liam Hemsworth (VF : Franck Monsigny) : Blake
- Adam DeVine (VF : Jeff Esperansa) : Josh
- Priyanka Chopra (VF : Léovanie Raud) : Isabella
- Betty Gilpin (VF : Philippa Roche) : Whitney
- Brandon Scott Jones (VF : Thierry Gondet) : Donny
- Tom Ellis (VF : Alexis Victor) : Dr Todd
- Big Jay Oakerson (en) : Gary
- Sandy Honig : Donna
- Zach Cherry : le collègue malpoli
- Alex Kis : Natalie enfant
- Jennifer Saunders (VF : Brigitte Virtudes) : la mère de Natalie
- Source et légende : Version française (VF) via le carton de doublages en fin de film sur Netflix.